# Urban Cone
Urban Cone ist eine schwedische Popband, die 2010 von Emil Gustafsson (Gesang, Bass), Rasmus Flyckt (Gesang, Keyboard), Magnus Folkö (Schlagzeug), Tim Formgren (Gitarre) und Jacob William Sjöberg (Keyboard) in Stockholm gegründet wurde. Ihr Stil verbindet Indie und Electro-Pop.

## Geschichte
Ende 2010 veröffentlichten sie ihre selbst produzierte Debütsingle Urban Photograph, die im Internet Aufmerksamkeit erregte. 2011 bekamen sie einen Vertrag bei Universal. 2012 folgten die EP Our Youth und das gleichnamige Album.
Außer in Schweden und dem übrigen Skandinavien traten Urban Cone auch in den Vereinigten Staaten und Kanada sowie in Deutschland, der Schweiz, Österreich und Frankreich auf. 2013 waren sie zu Gast bei Inas Nacht.

## Diskografie

### EPs
- 2012: Our Youth

### Alben
- 2012: Our Youth
- 2015: Polaroid Memories
- 2018: 10-18

### Singles
- 2010: Urban Photograph